# Bolívar (ort i Colombia, Santander, lat 5,99, long -73,77)
Bolívar är en ort i Colombia.   Den ligger i departementet Santander, i den centrala delen av landet, 160 km norr om huvudstaden Bogotá. Bolívar ligger 2 135 meter över havet och antalet invånare är 2 230.
Terrängen runt Bolívar är kuperad österut, men västerut är den bergig. Runt Bolívar är det ganska tätbefolkat, med 80 invånare per kvadratkilometer. Närmaste större samhälle är Vélez, 11,0 km öster om Bolívar. I omgivningarna runt Bolívar växer i huvudsak städsegrön lövskog.